# Polypodium falciculatum
Polypodium falciculatum là một loài dương xỉ trong họ Polypodiaceae. Loài này được Raddi mô tả khoa học đầu tiên năm 1819.
Danh pháp khoa học của loài này chưa được làm sáng tỏ. 